# Bois du Névet
Pour les articles homonymes, voir Névet.
Le bois du Névet (en breton : Koat Nevet) est une étendue boisée dans le sud du département du Finistère en Bretagne, France.

## Géographie

### Localisation
Il est situé dans le sud du département du Finistère, sur les communes de Kerlaz, Plogonnec, Le Juch et Locronan. Au sud du bois, le Névet prend sa source pour ensuite se jeter dans l'océan Atlantique dans la baie de Douarnenez. 

### Description
Il s'étend sur une surface de 400 hectares. Le Conseil départemental du Finistère a acquis 225 ha, en 1989, qu'il a classé comme espace naturel sensible.

## Biodiversité, écosystème
Le bois de Névet est un taillis de hêtre, châtaignier, chêne, sapin ou bouleau.
On y trouve notamment de l'osmonde royale, fougère rare en milieu forestier.

## Histoire
Selon le conseil départemental le site aurait été un bois sacré celte ou nemeton. Au VIe siècle, Saint Ronan y aurait installé son ermitage. Cette croyance est à l'origine du pardon de la Troménie de Locronan qui effectue un parcours de 12 Km dans la forêt, tout les six ans.
On sait que cette forêt a été exploitée pour la fabrication de charbon de bois, depuis le début du XXe siècle, au moins.